# Spickmich

Logo officiel

Spickmich.de est un portail internet en allemand permettant aux étudiants de noter leurs professeurs et leurs écoles. Ce site gratuit, sans publicité et opérationnel pour l’Allemagne et l’Autriche a été lancé en février 2007 par trois étudiants de Cologne : Tino Keller, Manuel Weisbrod et Philipp Weidenhiller. En mai 2007, la société Spickmich GmbH a été fondée à Cologne pour s’occuper de la gestion du site web. 7 mois plus tard, le site compte déjà plus de 250 000 étudiants et un peu plus de 100 000 enseignants ont été notés.